# Necyria
Necyria es un género de mariposas de la familia Riodinidae.

## Descripción
La especie tipo es Necyria bellona Westwood, 1851, según designación posterior realizada por Scudder en 1875.

## Diversidad
Existen 4 especies reconocidas en el género, 3 de ellas tienen distribución neotropical.

## Plantas hospederas
Las especies del género Necyria se alimentan de plantas de las familias Melastomataceae, Gesneriaceae, Vochysiaceae. Las plantas hospederas reportadas incluyen los géneros Conostegia, Drymonia, Vochysia, Miconia.